# قشلاق أوزبك
قشلاق أوزبك هي قرية في مقاطعة كليبر، إيران. عدد سكان هذه القرية هو 559 في سنة 2006.